# Sunny Day
Sunny Day è l'album di debutto della cantante slovacca Zdenka Predná, pubblicato il 28 novembre 2005 su etichetta discografica Ariola Records.

## Tracce
1. Sometimes the Things May Happen – 3:49 (Zdenka Predná, Slávo Solovic)
2. Len ty smieš – 4:20 (Zdenka Predná, Peter Graus)
3. Opretá o sny – 3:44 (Zdenka Predná, Slávo Solovic)
4. Silence – 3:27 (M. Mičatek, Milan Adamec)
5. Z každého niečo – 4:38 (Zdenka Predná, Slávo Solovic)
6. Vody sú pomalé – 4:31 (Zdenka Predná, Peter Graus)
7. Sunny Day – 3:19 (Jana Adamovicová, Slávo Solovic)
8. Shake It – 4:58 (Zdenka Predná, Slávo Solovic)
9. Vietor – 4:07 (Zdenka Predná, Marian Kachút)
10. Vo vode – 3:58 (Zdenka Predná, Slávo Solovic)
11. Funky Feet – 4:01 (Zdenka Predná, Slávo Solovic)